# Domantove, Zolotonoșa
Domantove (în ucraineană Домантове) este o comună în raionul Zolotonoșa, regiunea Cerkasî, Ucraina, formată numai din satul de reședință. În secolul al XIX-lea, satul făcea parte din volostul Zolotonoșa, uezdul Zolotonoșa.

## Demografie
Componența lingvistică a comunei Domantove
     Ucraineană (96,08%)
     Rusă (3,34%)
     Alte limbi (0,04%)
Conform recensământului din 2001, majoritatea populației comunei Domantove era vorbitoare de ucraineană (96,08%), existând în minoritate și vorbitori de rusă (3,34%).